# 水務諮詢委員會
水務諮詢委員會 （英語：Advisory Committee on Water Supplies）於2016年4月1日成立，其前身為2000年成立的水質事務諮詢委員會。委員會負責檢討供水事宜，包括水資源、管網管理、規管內部供水系統、節約用水、及其它運作事宜，並透過水務署署長向政府提供意見。現任主席為關繼祖教授。

## 歷任主席
- 陳漢輝博士工程師（2016年4月1日-2020年3月31日）
- 關繼祖教授（2020年4月1日-2026年3月31日）[2]